# NGC 7690
NGC 7690 (również PGC 71716) – galaktyka spiralna (Sb), znajdująca się w gwiazdozbiorze Feniksa. Odkrył ją John Herschel 3 października 1834 roku.